# Strahlpumpe

Typischer Aufbau einer Strahlpumpe

Eine Strahlpumpe (andere Bezeichnungen siehe Abschnitt Nomenklatur) ist eine Pumpe, in der die Pumpwirkung durch einen Fluidstrahl (Treibmedium) erzeugt wird, der durch Impulsaustausch ein anderes Medium (Saugmedium) ansaugt, beschleunigt und verdichtet/fördert, sofern es unter ausreichendem Druck steht. 
Da diese Pumpenart sehr einfach aufgebaut ist und keine bewegten Teile hat, ist sie besonders robust, wartungsarm und vielseitig einsetzbar.

## Nomenklatur und Klassifizierung
Die Bezeichnungen für Strahlpumpen sind uneinheitlich, und es sind je nach Anwendung viele verschiedene Begriffe gebräuchlich:
- Strahlpumpe, Strahler und Treibmittelpumpe sind gängige Oberbegriffe. In Anlehnung an den englischen Begriff jet pump wird manchmal auch der Name Jetpumpe verwendet.
- Als Ejektor (lat. Auswerfer) oder Aspirator wird üblicherweise eine Strahlpumpe bezeichnet, die einen Unterdruck erzeugt, also eine vorwiegend absaugende Wirkung hat. Dies ist vor allem in der Vakuumtechnik sehr verbreitet.
- Als Injektor (lat. Einwerfer) wird üblicherweise eine Strahlpumpe bezeichnet, die einen Überdruck erzeugt, also eine vorwiegend verdichtende Wirkung hat. Manchmal wird Injektor aber auch als Oberbegriff verwendet.

Auch die Klassifizierung ist uneinheitlich. Als Pumpe wird die Strahlpumpe manchmal den Fluidenergiemaschinen zugeordnet. Da die Strahlpumpe aber keine Arbeit aufnimmt und da sie keine bewegten Teile enthält, ist sie streng genommen gar keine Maschine, sondern ein Apparat.

## Funktionsweise

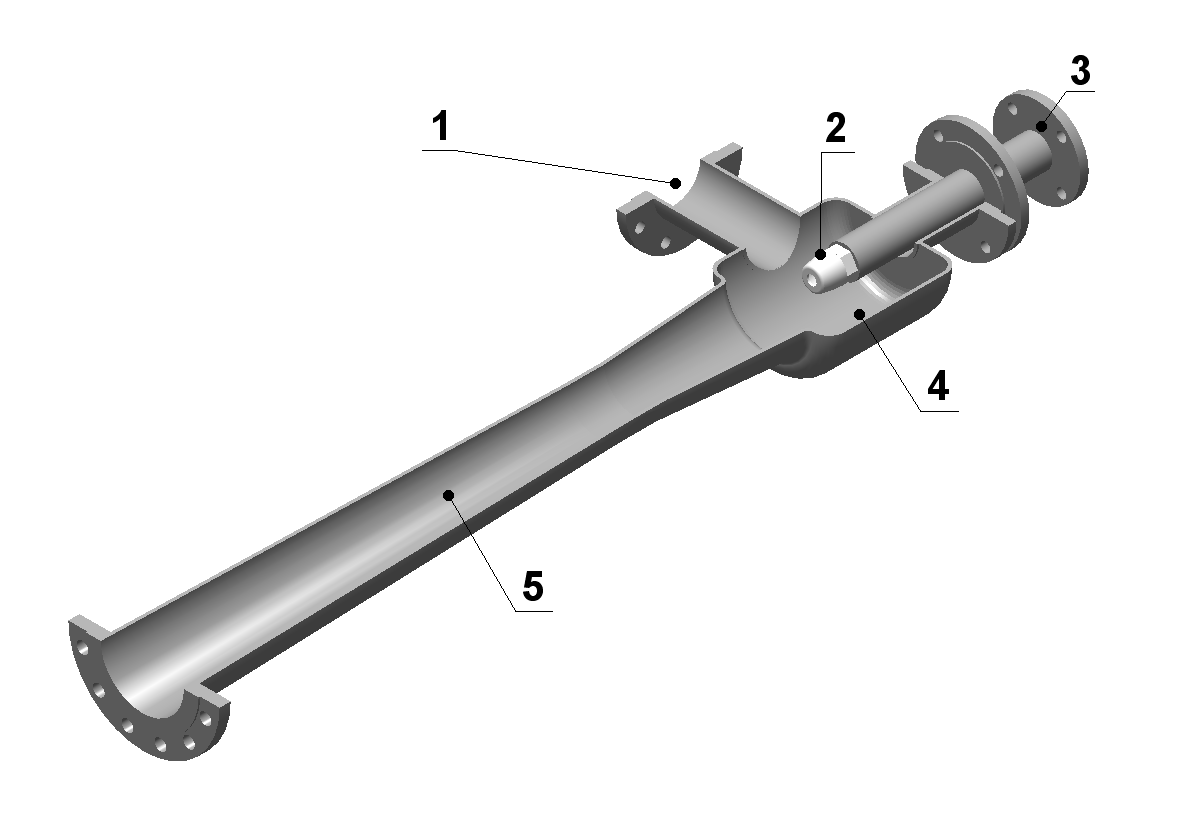
Dreidimensionaler Schnitt durch eine Strahlpumpe

Das Bild oben rechts zeigt den typischen Aufbau einer Strahlpumpe. Die Förderung erfolgt in den folgenden Schritten und lässt sich mit einigen Vereinfachungen allein durch Anwendung von Energie-, Impuls- und Massenerhaltungssätzen recht gut berechnen:
1. Das Treibmedium (3) tritt mit möglichst hoher Geschwindigkeit aus der Treibdüse (2) aus. Hierbei entsteht gemäß dem Gesetz von Bernoulli ein statischer Druckabfall. Aus diesem Grund ist der Druck in der Strömung geringer als der Umgebungsdruck. Bei kompressiblen Treibmitteln (Gasen oder Dämpfen) ist die Düse zur Maximierung der Geschwindigkeit häufig als Lavaldüse ausgebildet und der Treibstrahl tritt mit Überschall aus.
2. In der Mischkammer (4) trifft der Treibstrahl auf das hier befindliche Saugmedium, das meist unter Umgebungsdruck steht. Nach Austritt aus der Düse verhält sich der Treibstrahl zunächst wie ein Freistrahl:[6][7] Durch innere Reibung und Turbulenzen entsteht eine Scherspannung in der Grenzschicht zwischen dem schnellen Treibmedium und dem wesentlich langsameren Saugmedium. Diese Spannung bewirkt eine Impulsübertragung, d. h. das Saugmedium wird beschleunigt und mitgerissen. Die Mischung geschieht nach dem Prinzip der Impulserhaltung. (Die Anwendung der Bernoulli-Gleichung, die nur für reibungsfreie Flüssigkeiten gilt, würde hier aufgrund der Stoßverluste zu falschen Ergebnissen führen.) Durch die Aufweitung des Treibstrahles und durch die Ansaugung von Saugmittel wird der Strahl abgebremst, d. h. dynamischer Druck wird in statischen Druck umgewandelt.
3. Da das Saugmedium in der Mischkammer beschleunigt wird, entsteht nach Bernoulli auch für das Saugmedium ein statischer Druckabfall, d. h. eine Saugwirkung, die weiteres Saugmittel vom Saugstutzen (1) nachfördert, sofern dort ausreichend viel Mindestdruck herrscht.
4. Häufig ist für einen weiteren Druckanstieg ein Diffusor (5) nachgeschaltet (optional).

Je höher die relative Dichte des Treibmediums im Verhältnis zum Saugmedium ist, umso stärker ist die Pumpwirkung. Durch eine mehrstufige Anordnung als Reihenschaltung kann das Verdichtungsverhältnis nochmals erhöht werden.
Handelt es sich beim Treibmedium um einen Dampf, so kann dieser in der Mischkammer kondensieren. Dies verstärkt den Verdichtungseffekt, wodurch es sogar möglich ist, einen höheren Enddruck als den Treibmitteldruck zu erreichen. Bei Brennern, wo es im Diffusor zur Zündung kommen kann, kann der umgekehrte Effekt auftreten.

## Typen und Einsatzgebiete
Sowohl als Treibmedium als auch als Saugmedium kann im Prinzip jede Art von Fluid (z. B. Flüssigkeit, Gas, Dampf, fließfähige Suspension, Aerosol) verwendet werden. Hierdurch eröffnet sich eine weite Spanne von möglichen Einsatzgebieten.
Die folgende Tabelle zeigt einige Beispiele für Anwendungen, geordnet nach Aggregatzustand von Treib- und Saugmedium:
| Treibmedium → Saugmedium ↓ | gas-/dampfförmig | flüssig |
| -------------------------- | --- | --- |
| gas-/dampfförmig           | - Dampfstrahlpumpe: - Dampfstrahlspeisepumpe: Dampf fördert Wasser gegen gleichen Druck - Blasrohr, Kylchap und Giesl-Ejektor bei Dampflokomotiven (Wasserdampf fördert Abgas) - Dampfstrahl-Vakuumpumpe (Dampf fördert Luft) - Öldiffusionspumpe (Öl- oder Quecksilberdampf fördert Luft) - Gas- oder Luftstrahlpumpe: - Bunsenbrenner, Teclubrenner (Brenngas saugt Verbrennungsluft an) - Lüftung (Luft saugt Luft ab oder wälzt um) - Berührungsfreier Saugzug (Luft saugt Abgas ab, verstärkt Kamineffekt) - Entlüftungseinrichtung an Kreiselpumpen (Motorenabgas saugt Luft ab) | - Wasserstrahlpumpe: Vakuumpumpe (Wasser fördert Luft) - Schaumstrahlrohr - Ejektor zur Leistungszahl-Steigerung in Kältemaschinen und Wärmepumpen (flüssiges Kältemittel fördert verdampftes Kältemittel) - Toilettenspülungen nach der Druckspüler-Bauweise |
| flüssig                    | - Selbstansaugende Zerstäuber und Sprühdüsen - Parfümzerstäuber (Luft fördert Parfüm) - Spritzlackieren (Druckluft fördert Farbe) - Flammspritzen (Abgas/Druckluft fördert Metallschmelze) - Dampfstrahlspeisepumpe (Wasserdampf fördert Speisewasser) - Lenzpumpe (Motor-Abgas fördert Wasser) | - Feuerwehr-Lenzpumpe (Wasser fördert Wasser) - Zumischer - Umwälzpumpe und Belüftung in Aquarium oder Schwimmbad (Wasser fördert Luft + Wasser) - Vorlauftemperaturregelung in Heizungsanlagen                                                               |
| fest                       | - Pneumatische Förderung (Druckluft fördert Schüttgut, insbes. Sauggut) - Pneumatischer Aspirator (Druckluft saugt Staub ab) - Sandstrahlgebläse (Druckluft fördert Strahlmittel) | - Kiespumpe, Schlammpumpe (Wasser fördert Suspension) |

Anmerkung: Die Liste zeigt nur einige von vielen Beispielen. Sie ist bei weitem nicht vollständig.

## Vor- und Nachteile
Gegenüber anderen Arten von Pumpen, insbesondere den weit verbreiteten Kreiselpumpen, weisen Strahlpumpen einige wesentliche Vor- und Nachteile auf:
| Vorteile | Neutral | Nachteile |
| --- | --- | --- |
| - Wegen des Fehlens von bewegten Teilen und eines Antriebs sind Strahlpumpen besonders einfach, robust, wartungs- und verschleißarm. - Durch den einfachen Aufbau sind sie in der Regel preiswerter als andere Pumpen. - Durch die einfache Geometrie und die geringe mechanische Beanspruchung können Strahlpumpen aus thermisch und chemisch beständigen Spezialwerkstoffen, z. B. Keramik hergestellt werden, die bei anderen Pumpentypen nicht oder nur sehr aufwändig verwendet werden können. - Mit einem dichten Treibmedium können sehr große Verdichtungsverhältnisse erzielt werden, was insbesondere für die Vakuumtechnik wichtig ist. - Da sie nicht durch Festkörperreibung heiß laufen können, sind sie für explosionsgefährdete Zonen geeignet. - Sehr flexibel bzgl. der Einbaulage | - Treib- und Saugmittel vermischen sich in der Pumpe. Dieser Effekt kann erwünscht sein, wenn die Pumpe gleichzeitig als Mischer oder Zerstäuber fungiert, kann aber auch negativ sein, wenn sich durch das eingemischte Treibmedium die Eigenschaften des Saugmediums in unerwünschter Weise verändern. Je nach Kombination ist es u. U. möglich, die Medien wieder zu trennen; hierfür ist jedoch i. d. R. ein zusätzlicher thermischer oder mechanischer Abscheider erforderlich. | - Verbrauch an Treibmedium (kann evtl. wieder abgetrennt und zumindest stofflich zurückgewonnen werden) - ein deutlich geringerer Wirkungsgrad als die meisten anderen Pumpentypen - erheblich größere Baugröße als andere Pumpen gleicher Leistung, was bei beengter Einbaulage gegen eine Strahlpumpe sprechen kann. Durch eine Parallelschaltung kann die Länge aber reduziert werden. - Bei sehr kleiner Treibdüse und verschmutztem Treibmedium kann die Düse verstopfen. - Erosion durch festes/flüssiges Saug- oder Treibmittel (bei der Werkstoffwahl berücksichtigen) |

## Geschichte
Da die Pumpe sehr einfach aufgebaut ist und funktioniert, wurde sie mehrfach, für unterschiedliche Anwendungen, zu verschiedenen Zeiten und verschiedenen Orten unabhängig voneinander erfunden. Einfachste Wasserstrahlpumpen waren bereits Ktesibios und Vitruv in der Antike bekannt.
Einige Techniker, die die Strahlpumpentechnik in der Neuzeit entscheidend vorangetrieben haben, waren:
- Philibert Delorme (1570), französischer Architekt
- Richard Trevithick (1771–1833), britischer Ingenieur
- Robert Wilhelm Bunsen (1811–1899), deutscher Chemiker
- Henri Giffard (1825–1882), französischer Ingenieur
- Ernst Körting (1842–1921), deutscher Ingenieur
- Adolph Giesl-Gieslingen (1903–1992), österreichischer Techniker